# Бейшехир (озеро)
Бейшехи́р (тур. Beyşehir Gölü, лат. Caralis, Karalis,греч. Κάραλις) — крупное пресноводное озеро в провинциях Ыспарта и Конья, в юго-западной части Турции. Расположено в тектонической впадине в западной части гор Тавр. Имеет площадь 656 км², длину 45 км и ширину 20 км. Носит то же название, что и главный город региона, Бейшехир.

## География и гидрология
Вдоль южного и северного берегов мелководье, максимальная же глубина озера составляет 10 метров. Сток из Бейшехир осуществляется через проток, соединяющий его с озером Сугла. Вода из Бейшехира используется для ирригации. Уровень воды и площадь варьируются в зависимости от сезона и года. На озере 32 острова различных размеров. Вместе с изменением уровня воды меняется и количество находящихся в нём островов.
Наблюдение в период 1960—1990 годов показали, что самый низкий уровень был в октябре 1975 года — 1121,96 м над уровнем моря. При этом площадь озера составляла 64 500 га. Высший уровень воды за тот же период наблюдения был в марте 1981 года — 1125,50 м; площадь озера в это время достигала 74 600 га.

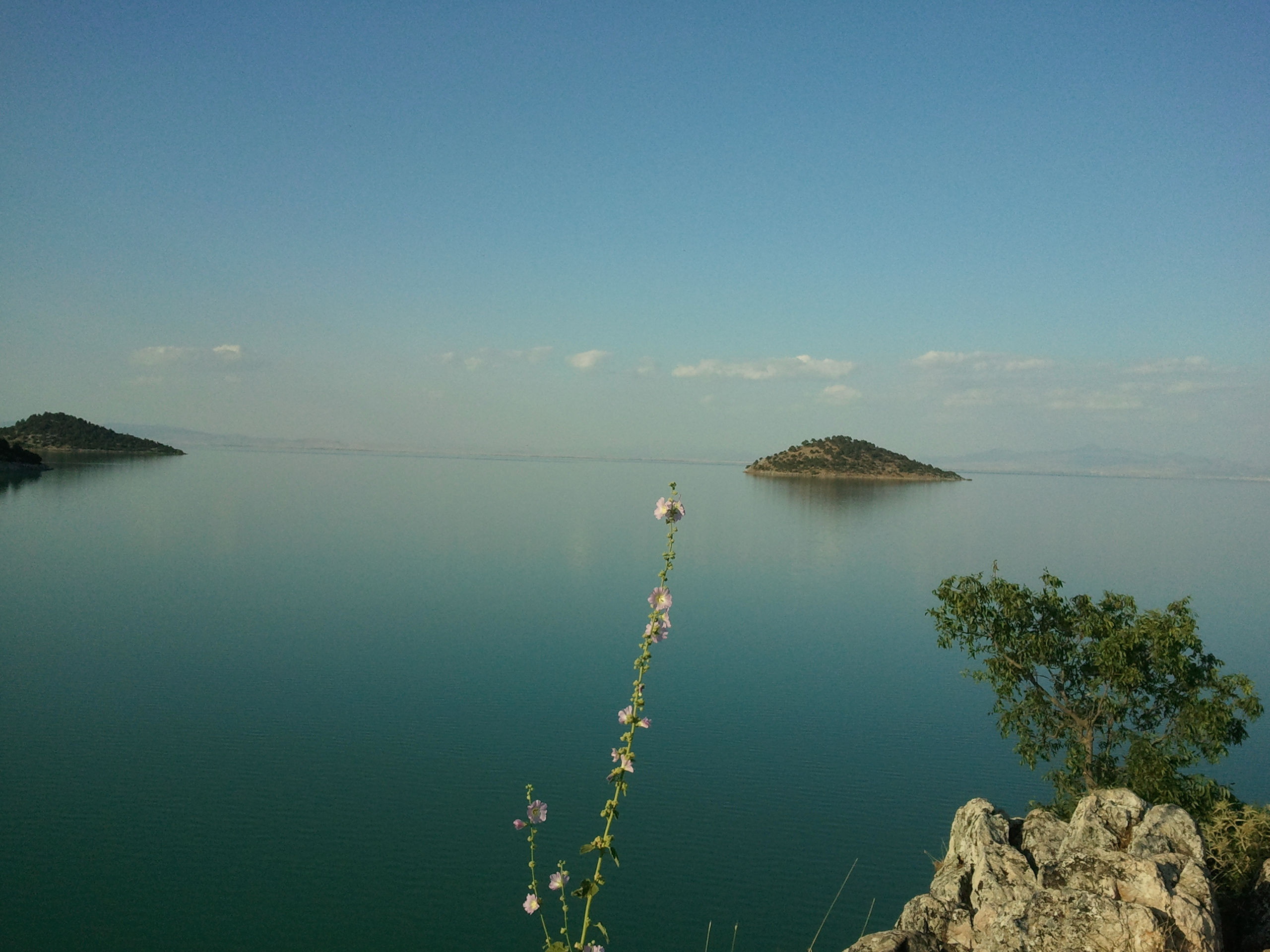

## Природоохранные меры
Озеро Бейшехир привлекает множество различных видов птиц. Озеро Бейшехир с прилегающими территориями объявлено национальным парком.

## История
На островах сохранились руины византийских монастырей. В 1071 году островные греки приняли подданство сельджукского султана. В 1142—1143 гг. при появлении здесь византийского войска, пытавшегося вернуть данные земли в лоно Византии, местные греки отказались его принять, и острова были взяты штурмом.